# Regnbågens dal
Regnbågens dal (originaltitel: Rainbow Valley) är Lucy Maud Montgomerys sjunde bok i serien om Anne på Grönkulla, första gången publicerad på engelska 1919 och på svenska 1927.
I den här boken är Anne Shirley gift och har sex barn, men boken handlar främst om familjens nya granne, den nya presbyterianska prästen John Meredith och samspelet mellan Annes och Merediths barn.
I Regnbågens dal håller Annes söner och döttrar allra helst till, med dess körsbärsträd, den porlande bäcken och sammetsgröna mossa. Här läser de dikter, bekantar sig med djur och växter och där grundar de Snällhetsklubben tillsammans med prästens moderlösa barn. 